# Irene Rigau
Irene Rigau Oliver (Bañolas, España, 22 de junio de 1951) es una psicóloga y política española. Ha sido diputada por Convergència Democrática de Cataluña y por Junts pel Sí en el Parlamento de Cataluña, y donde llegó a presidir la comisión de Cultura. 
Fue consejera de Bienestar Social y Familia de la Generalidad de Cataluña de 1999 a 2003 en el último gobierno de Jordi Pujol, y consejera de Enseñanza desde 2010 a 2016 con Artur Mas. Inhabilitada para cargo público desde 2017, fue condenada por desobediencia al Tribunal Constitucional y prevariación como consecuencia de la consulta del 9-N.

## Biografía

### Formación y actividad docente
Nacida en Bañolas, es licenciada en Psicología por la Universidad Autónoma de Barcelona y diplomada en Educación General Básica por la Escuela Universitaria del Profesorado de Gerona. También ha sido maestra de enseñanza primaria por la Escuela Normal de Maestros de Gerona y de lengua catalana por el Instituto de Ciencias de la Educación.
Se incorporó al movimiento de escultismo y en 1969 fue responsable pedagógica de Chicas Guías de Guías Sant Jordi de la demarcación de Gerona. Desde 1970, ejerció la docencia en la enseñanza pública como maestra de educación infantil y primaria en varias poblaciones de las comarcas de Gerona. También fue profesora de enseñanza secundaria y ha impartido docencia en la Universidad de Gerona como profesora de Psicopedagogía, Prelectura y Preescritura y de Ciencias de la Observación. Fue miembro del Consejo de Enseñanza en 1980. Ha ejercido de maestra, inspectora de enseñanza y profesora universitaria.
Ha ocupado diversos cargos en los servicios territoriales de Enseñanza en Gerona (1982-1986), fue secretaria del Consejo Escolar de Cataluña (1986-1989), subdirectora general de Formación Permanente (1989-1993) y secretaria del Consejo Interuniversitario de Cataluña (1993-1999). Se jubiló como docente en 2016.

### Actividad política
Fue miembro del Consejo Nacional de Convergencia Democrática de Cataluña, organismo que presidió desde el XVI congreso del partido en marzo de 2012 hasta su disolución en 2016.
De 1999 a 2003 fue consejera de Bienestar y Familia de la Generalidad de Cataluña.
Ha sido diputada del Parlamento de Cataluña por Gerona en la vii legislatura, y por la circunscripción electoral de Barcelona en la viii, ix (causó baja en 2011), x, xi legislaturas.
Fue nombrada consejera de Enseñanza de la Generalidad de Cataluña por el presidente Artur Mas y tomó posesión del cargo el 29 de diciembre de 2010.
En 2015 se presentó a las elecciones en la candidatura de Junts pel Sí y fue elegida diputada. Se mantuvo al frente de la consejería en funciones hasta que en enero de 2016 fue elegida Meritxell Ruiz como nueva consejera de Enseñanza.
En septiembre de 2015 fue imputada junto al Presidente de la Generalidad de Cataluña Artur Mas y la vicepresidenta Joana Ortega de un presunto delito de desobediencia, malversación, prevaricación y usurpación a raíz de la consulta del 9 de noviembre de 2014 sobre el futuro político de Cataluña conocida como 9N.
En 2016 fue una de las firmantes del manifiesto en contra de la «bilingüización forzosa», un manifiesto crítico con el modelo de bilingüismo en Cataluña defenidiendo el catalán como lengua oficial en una futura Cataluña independiente.

## Condena de inhabilitación
El 13 de marzo de 2017 el Tribunal Superior de Justicia de Cataluña (TSJC) la condenó, por unanimidad, a dos años de inhabilitación especial para empleo o cargo público y multa por importe de 24.000 euros como autor penalmente responsable de un delito de desobediencia cometido por autoridad o funcionario público, recogido en el artículo 410 del Código Penal, en concreto, por la llamada Consulta del 9-N. La pena de inhabilitación conlleva la prohibición de ejercer como cargo público local, autonómico o estatal durante el período de condena impuesto. Fue absuelta del delito de prevaricación. El de malversación cayó antes de llegar a juicio, por lo que no se le llegó a juzgar por dicho aspecto.
Como consecuencia de esta sentencia, el Tribunal de Cuentas le condenó a pagar los más de 5 millones de euros que costó al erario público la consulta.